# Max Klauser
Max Klauser (* 4. Juli 1937; † 20. Juni 2023) war ein deutscher Fußballschiedsrichter.

## Werdegang
Der Schiedsrichter aus Vaterstetten in Oberbayern leitete von 1971 bis 1983 insgesamt 90 Spiele in der Bundesliga. Am letzten Spieltag der Saison 1973/74 zeigte er Erwin Kremers vom FC Schalke 04 im Spiel beim 1. FC Kaiserslautern die Rote Karte, die Kremers um die Nominierung für die Weltmeisterschaft 1974 bringen sollte. Beim Stand von 4:0 für Kaiserslautern schrie Kremers in der letzten Spielminute mit den Worten „Halt das Maul, du blöde Sau!“ den Schiedsrichter an. Auf Klausers Nachfrage, ob er da gerade richtig gehört habe, erwiderte Kremers: „Und jetzt noch einmal für Doofe, du blöde Sau!“.
Am 14. Oktober 1980 leitete Klauser das Bundesligaspiel zwischen dem Karlsruher SC und Arminia Bielefeld. In der 69. Minute traf der Bielefelder Ulrich Büscher mit einem Befreiungsschlag unglücklich Schiedsrichter Klauser, der daraufhin bewusstlos zusammenbrach und mit einer Gehirnerschütterung ins Krankenhaus gebracht werden musste. Das Spiel wurde von einem Linienrichter als neuem Hauptschiedsrichter weitergeführt, Klauser leitete bereits vierzehn Tage später erneut ein Bundesliga-Spiel. Nachdem sich Büscher schnell bei Klauser entschuldigte, erhielt er zwei Wochen nach dem Vorfall ein Schreiben von Klausers Krankenkasse, die die Behandlungskosten von rund 60.000 Mark von Büscher zurückverlangte. Auf Klausers Intervention wurde das Verfahren jedoch eingestellt.
Darüber hinaus leitete Klauser noch von 1974 bis 1983 44 Spiele in der 2. Bundesliga, 14 Spiele im DFB-Pokal und ein Aufstiegsrundenspiel zur Bundesliga.